# Wilfried Vandaele
Wilfried Vandaele (ur. 5 czerwca 1959 w Brugii) – belgijski polityk, samorządowiec i dziennikarz, w latach 2013–2019 senator, od lipca do października 2019 przewodniczący Parlamentu Flamandzkiego.

## Życiorys
Wychowywał się w Vlissegem, dzielnicy De Haan. Ukończył studia licencjackie z germanistyki na Uniwersytecie Gandawskim, na tejże uzyskał magisterium z zakresu mediów i komunikacji oraz uprawnienia nauczycielskie. Od 1984 do 1994 pozostawał sekretarzem generalnym Algemeen-Nederlands Verbond, zrzeszającej organizacje flamandzkie w Belgii, był m.in. współorganizatorem projektu międzynarodowego. Od 1994 do 1998 odpowiadał za komunikację w Vlaamse Milieumaatschappij, flamandzkiej agencji środowiskowej. Zajął się działalnością dziennikarską, od lat 80. kierował gazetami partyjnymi oraz czasopismami „Neerlandia” oraz „Buren”. Opublikował ponadto kilka książek. Zasiadał w radach zajmujących się opracowaniem traktów w sprawach kulturalnych pomiędzy Belgią a Wspólnotą Flamandzką oraz Holandią, kierował komisją doradzającą w sprawie współpracy pomiędzy belgijskimi wspólnotami.
W 1979 zaangażował się w działalność Unii Ludowej, a od 1999 należał do Nowego Sojuszu Flamandzkiego. Od 1989 należał do rady miejskiej w De Haan, w latach 2007–2012 był schepenem (członkiem władz miejskich). W latach 1994–2009 zasiadał w radzie Flandrii Zachodniej, natomiast od 2009 jest członkiem Parlamentu Flamandzkiego. W 2013 delegowany do Senatu przez parlament w miejsce Barta De Wevera, w 2014 delegowano go na kolejną kadencję. 13 lipca 2019 został przewodniczącym parlamentu w miejsce Krisa Van Dijcka. Zakończył pełnienie funkcji 2 października 2019, objął następnie fotel burmistrza De Haan oraz objął funkcję lidera frakcji. W związku z tym zrezygnował wówczas z mandatu senatora.
Od 1986 żonaty, ma dwóch synów.